# Upon the Wings of Music
Upon the Wings of Music (en español A las alas de la música, carátula) es un álbum del violinista de jazz fusion Jean-Luc Ponty. Lanzado en 1975, fue el primer lanzamiento de este músico con Atlantic Records.

## Lista de canciones
Todas las canciones escritas por Jean-Luc Ponty.
1. Upon the Wings of Music – 5:26
2. Question with No Answer – 3:29
3. Now I Know – 4:27
4. Polyfolk Dance – 5:12
5. Waving Memories – 5:43
6. Echos of the Future – 3:09
7. Bowing Bowing – 4:53
8. Fight for Life – 4:34

## Personal
- Jean-Luc Ponty – violín eléctrico, violectra, violín acústico, sintetizador de cuerdas
- Dan Sawyer – guitarra eléctrica
- Ray Parker Jr. – guitarra eléctrica, solos de guitarra
- Patrice Rushen – piano eléctrico, piano acústico, sintetizador, órgano, clavinet
- Ralphe Armstrong – bajo, bajo eléctrico
- Ndugu (Leon Chancler) – batería, percusión

Producción
- Larry Hirsch – ingeniero, mezclado
- Kerry McNabb – mezclado
- Christian Simonpietri – fotografía
- Abie Sussman – diseño
- Bob Defrin – director artístico

- Datos: Q7898413